# Ressons-le-Long
Ressons-le-Long település Franciaországban, Aisne megyében. Lakosainak száma 780 fő (2022. január 1.). Ressons-le-Long Ambleny, Berny-Rivière, Fontenoy, Montigny-Lengrain és Vic-sur-Aisne községekkel határos.

## Népesség
A település népessége az elmúlt években az alábbi módon változott:
| Lakosok száma | 652  | 698  | 711  | 757  | 775  | 767  | 772  | 769  | 784  | 780  |
|               | 1968 | 1982 | 1990 | 2006 | 2013 | 2015 | 2017 | 2019 | 2020 | 2022 |